# Скатты
Скатты — река в России, протекает в Алагирском районе Северной Осетии. Длина реки составляет 3,4 км, площадь водосборного бассейна 22,5 км².
Начинается на южном склоне Скалистого хребта. Течёт через Верхний Згид на юг. Устье реки находится в 7,6 км по левому берегу реки Садон.

## Данные водного реестра
По данным государственного водного реестра России относится к Западно-Каспийскому бассейновому округу, водохозяйственный участок реки — Ардон. Речной бассейн реки — реки бассейна Каспийского моря междуречья Терека и Волги.
Код объекта в государственном водном реестре — 07020000112108200003207.